# صهريج مستطيل (ماجل بلعباس) صهريج كبير مستطيل الشكل
صهريج مستطيل (ماجل بلعباس) صهريج كبير مستطيل الشكل هو معلم أثري تونسي مصنف من قبل المعهد الوطني للتراث يقع في ولاية القصرين في الوسط الغربي التونسي، تحديدا في مدينة ماجل بلعباس تم تصنيف المعلم في يوم 26 جانفي 1893.

## مقالات ذات صلة
- قائمة المعالم الأثرية المصنفة في تونس